# محطة ساوث ريفر للطاقة النووية
محطة ساوث ريفر للطاقة النووية هي محطة للطاقة النووية، تم اقتراح محطة ساوث ريفر للطاقة النووية من قبل شركة كارولاينا باور آند لايت بولاية كارولينا
على ان يتم التنفيذ بواسطة شركة بابكوك ويلكوكس في عام 1973 بقوة 1150 ميجاوات.

## نبذة
شهدت أواخر الستينيات وأوائل السبعينيات نموًا سريعًا في تطوير الطاقة النووية في الولايات المتحدة الأمريكية.
بحلول عام 1976 لم تعد هناك العديد من المقترحات المتعلقة بالمحطات النووية قابلة للتطبيق بسبب تراجع الطلب على الكهرباء وارتفاع التكاليف والوقت بشكل كبير والمتطلبات التنظيمية الأكثر تعقيدًا.
كان هناك معارضة عامة كبيرة للطاقة النووية في الولايات المتحدة خلال تلك الفترة، مما ساهم بالتأخير في استخراج ترخيص محطات الطاقة النووية المخطط لها.

## الإلغاء
تم إلغاء المشروع في عام 1978.